# شاطئ الصابلات
شاطئ الصابلات أو شاطئ الرميلة أو شاطئ حسين داي هو شاطئ عاصمي يقع على الساحل الشمالي للبلاد الجزائرية بين بلدية المحمدية والجزائر الوسطى، بولاية الجزائر. وتُعتبر المنطقة المُحيطة به ثريَّة جدًّا بأنواع الزهور والنباتات المُختلفة، ويضم منتزه الصابلات.

## تهيئة الشاطئ

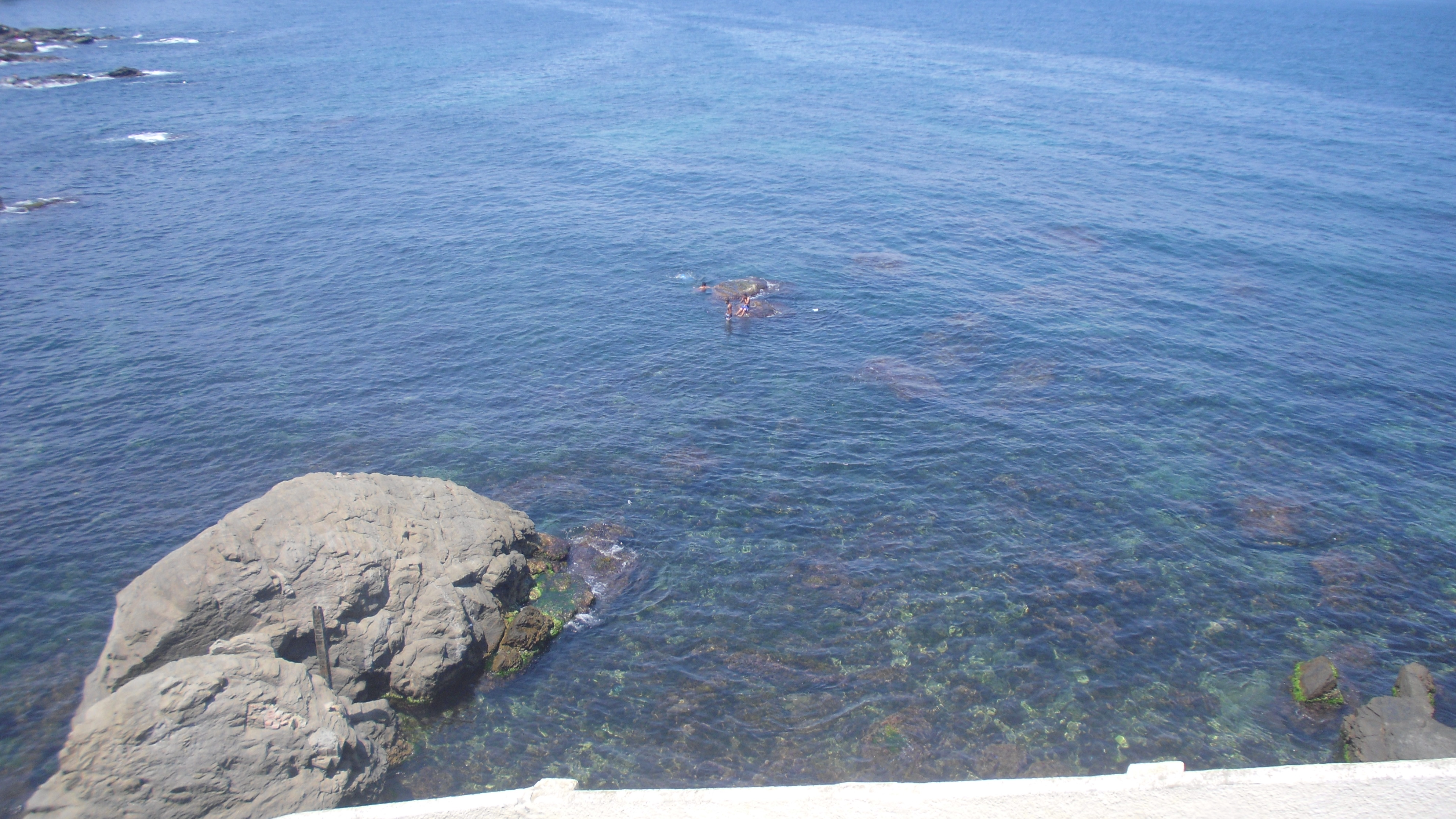
مياه شاطئ الصابلات

جاءت أشغال تهيئة شاطئ الصابلات في بلدية حسين داي في إطار مشروع تغيير الواجهة البحرية للعاصمة الجزائرية، لتحويل هذا المكان إلى محطة هامة تستقطب العديد من العائلات العاصمية التي تواجه مشكل نقص فضاءات الترفيه والراحة.
ويعتبر شاطئ الصابلات مكانا مريحا يجلب الزوار من مختلف جهات العاصمة.
وتمثلت أشغال التهيئة في عملية توصيل المياه وقنوات الصرف، مع تشكيل مساحات خضراء على طول الشريط المحاذي للطريق السريع رقم 05 المحاذي لـشاطئ الصابلات، مع تنقية الشاطئ بصفة كلية وجمع أكوام النفايات، الأتربة والحجارة، إلى جانب غرس عدد كبير من الأشجار على حواف ممرات خرسانية، تم تثبيتها في شكل مستطيلات تتوسطها شتلات من نباتات تزينية.
كما تم غرس الأشجار على المساحات المحاذية للبحر، عن طريق توزيع كميات كبيرة من الأتربة والحصى الدقيق.
وقد تم افتتاح جزء من هذا المنتزه خلال موسم اصطياف 2013م-2014م حيث لقي إقبالا كبيرا من طرف المواطنين والسائحين.
وكان مشروع كافّة الأشغال الخاصّة بهذا المنتزه قد حدّدت آجال إنجازه بـ 51 شهرا ليكون تدشينه في مارس 2017م.
وسيعرف عدد مرتادي شاطئ الصابلات، بعد انتهاء كافة أشغال التهيئة بعدل موسم اصطياف 2016م، زيادة محسوسة تقدّر بأزيد من 60 ألف زائر يوميا.

## الأبعاد

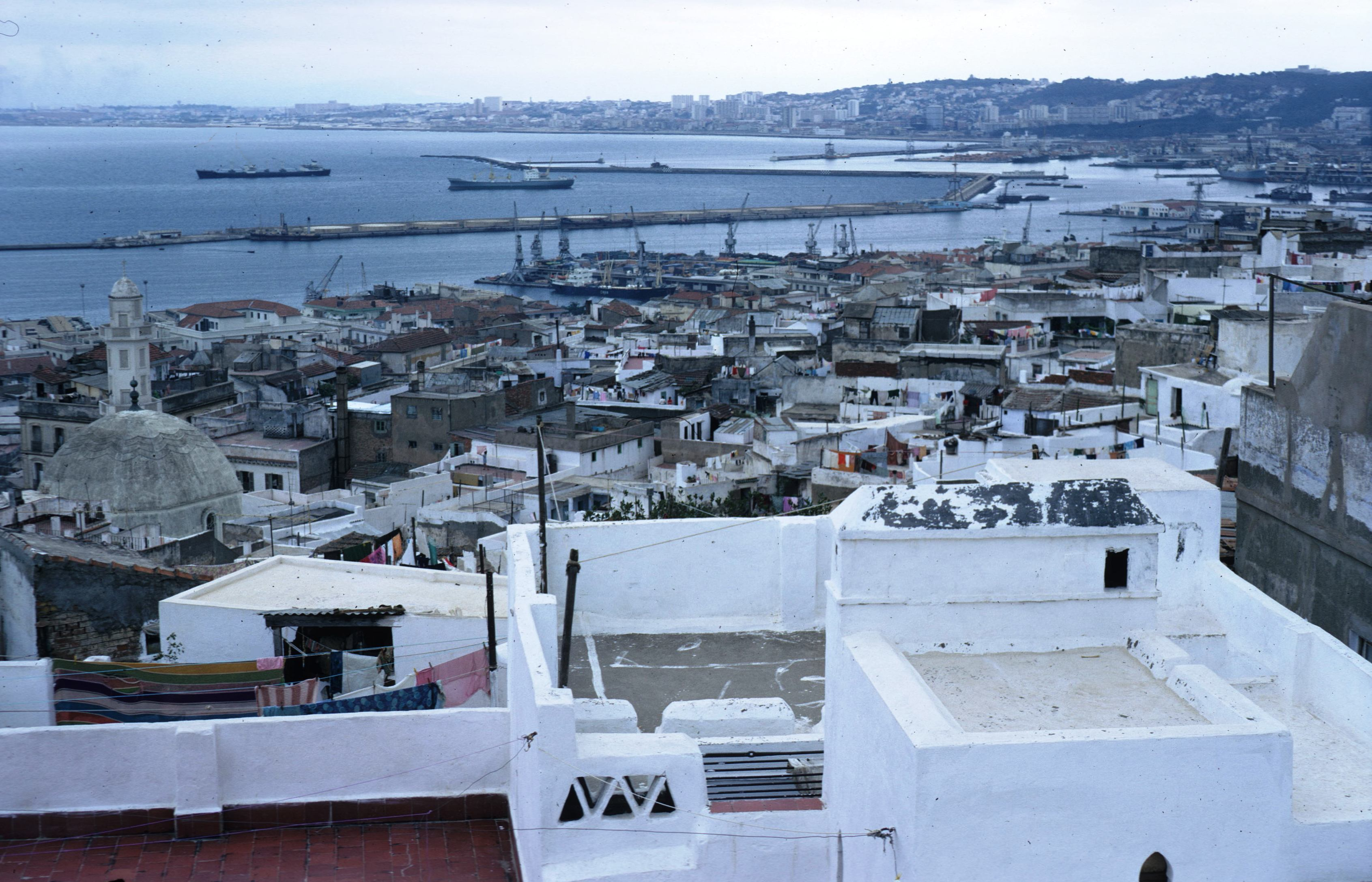
منظر شاطئ الصابلات من مسجد سفير في القصبة

يمتد شاطئ الصابلات على طول أربعة كيلومترات وخمسمائة متر.
ويمتد على كل ساحل بلدية حسين داي وعلى جزء من ساحل بلدية بلوزداد.
وستبلغ مساحة المشروع بعد استرجاع الجهة البحرية 80 هكتارا.

## الموقع
يقع شاطئ الصابلات على مستوى الطريق السريع بالخروبة، على طول الشريط الساحلي الممتد من مصب وادي الحراش إلى غاية محطة تحلية المياه بالحامة.
وهذا الموقع الرائع في الشريط الساحلي والواجهة البحرية، في إطار مشروع تهيئة خليج الجزائر، يجعل منه موقعا استراتيجيا مقابلا للطريق السريع على مستوى بلديتي حسين داي وبلوزداد.
يقع شاطئ الصابلات على بعد 10 كلم إلى الشرق من مدينة الجزائر العاصمة، ويطل على البحر الأبيض المتوسط.
ويقع هذا الشاطئ في بلدية حسين داي .

## مكتب الدراسات

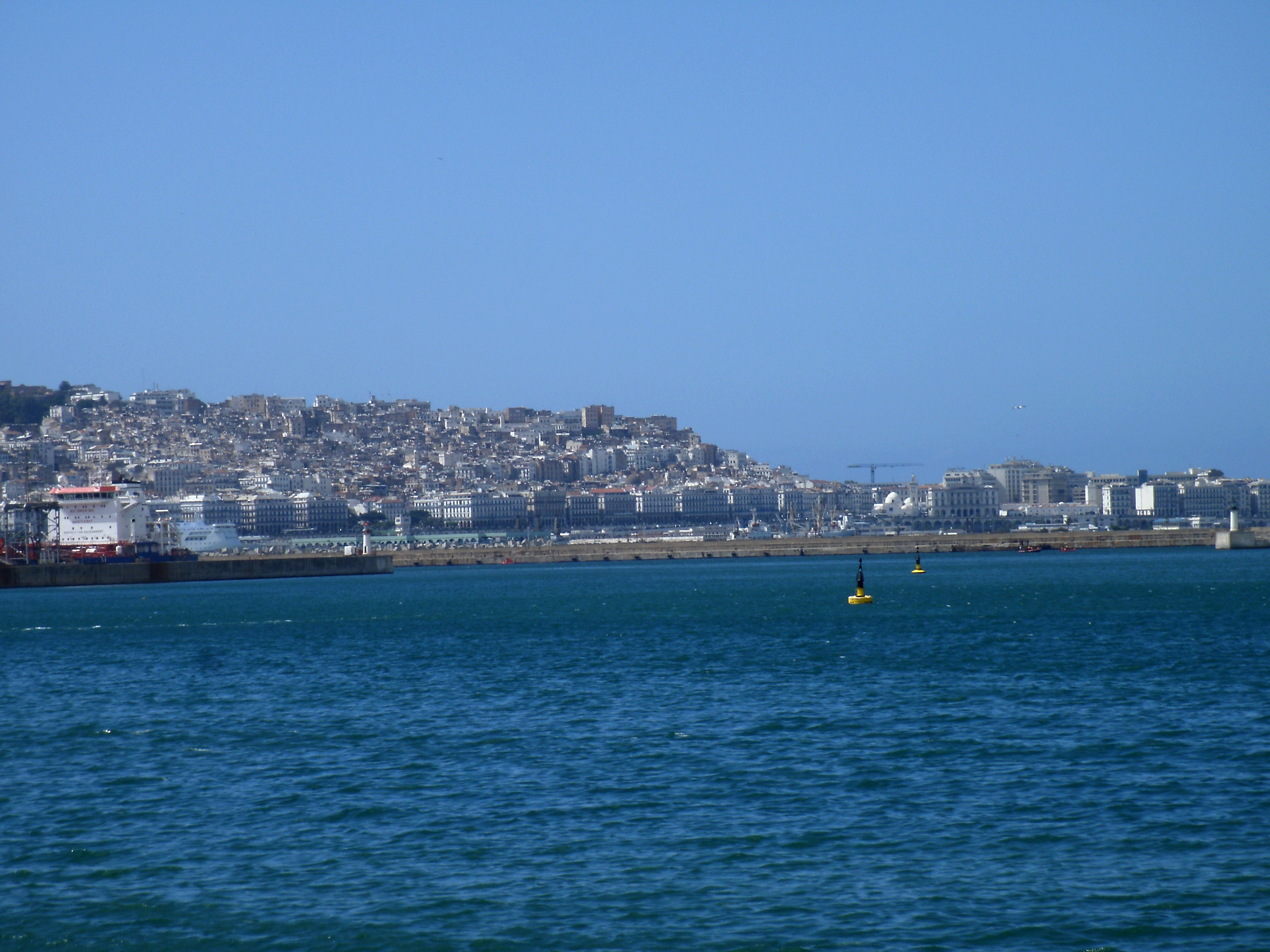
منظر القصبة من شاطئ الصابلات

قام المخبر المركزي للأشغال العمومية بالإشراف على مهمة مراقبة نوعية أشغال تهيئة شاطئ الصابلات، مدعوما بمكتب للدراسات البحرية مكلف بمتابعة المشروع وتجسيده، فضلا عن مشاركة مصالح مديرية الري لولاية الجزائر.

## شركة الإنجاز
تكفلت الشركة الوطنية المتوسطية للأشغال البحرية ”ميدي ترام” (بالإنجليزية: MEDITRAM)‏ بصفة كلية بأشغال إنجاز مشروع شاطئ الصابلات، من خلال تقنيين ومهندسين جزائريين.
ويعتبر هذا المجمع رائدا في مجال الأشغال البحرية منذ التسعينيات، فضلا عن أن المشروع يمثل بالنسبة إليه أهم وأكبر صفقة يفوز بها منذ تأسيسه سنة 1997م.

## مكسرات الأمواج
تُعتبر مُكسِّرات الأمواج أو حواجز الأمواج من أهم عناصر مشروع شاطئ الصابلات باعتباره ساحلا مواجها للأمواج الغربية القادمة من شمال ساحل بولوغين.
وإضافة إلى وظيفتها الأساسية في كسر حدة الأمواج العاتية، فإن مكسرات الأمواج تسمح للمصطافين وللعائلات الراغبين في شم نسيم البحر بالتجول مشيا عبر هذه الكتل الإسمنتية التي تمتد إلى عرض خليج الجزائر في البحر الأبيض المتوسط.

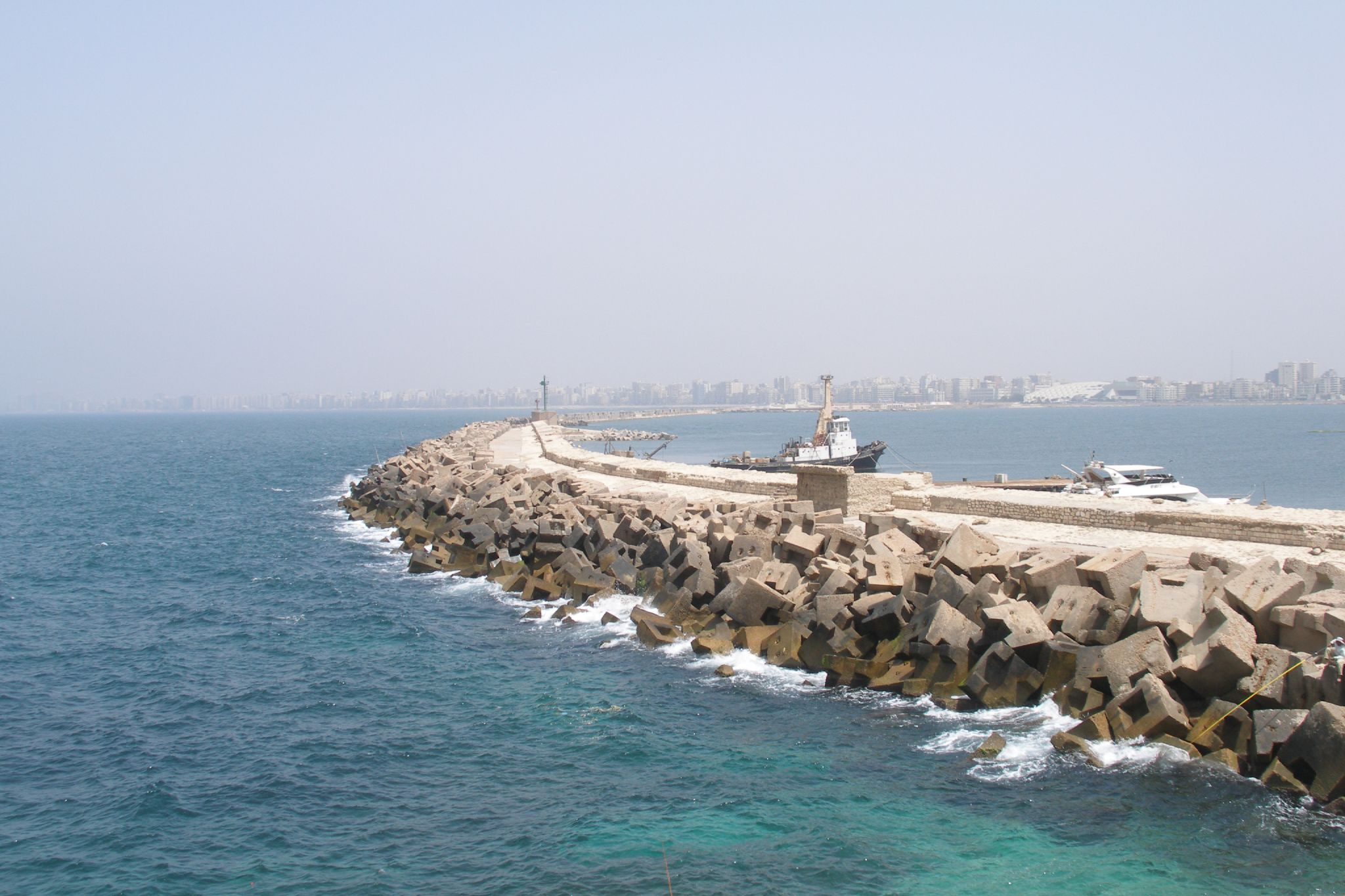
حاجز أمواج

## الصيانة
تتم صيانة شاطئ الصابلات وإدامو نظافته عبر تسخير 12 مؤسسة ولائية عاصمية بتعداد 1,800 عون مسخر موسميا لتهيئة المنافذ والطرقات المؤدية للشواطئ وتنظيفها ومدها بالإنارة العمومية.
ويتم توظيف 1075 عونا بصفة موسمية من بين المناطق الساحلية العاصمية قثد تنظيم نشاطاتهم بمختلف الشواطئ، من بينها شاطئ الصابلات.

## الإنترنت
في إطار التنشيط الثقافي والترفيهي على مستوى شاطئ الصابلات، شرعت مصالح ولاية الجزائر مع مؤسسة اتصالات الجزائر في توفير شبكة الإنترنت واي-فاي (بالإنجليزية: Wi-Fi)‏ بمعدل ساعة إبحار مجانية لكل مصطاف في اليوم.

## التنوع البيئي
لإعطاء منطقة شاطئ الصابلات صورة جمالية جذابة، تم تخصيص مشاتل تتوفر على عدة أشكال وأنواع من النباتات التزينية، التي تزيدها جمالا أشجار النخيل التي غرست على حافة الطريق السريع.
وهذه المساحات الخضراء ستصل رقعتها إلى 10 هكتارات يتوسطها مسلك مهيؤ على طول 8 كلم فور انتهاء كافة أشغال المنتزه.

## المرافق العامة

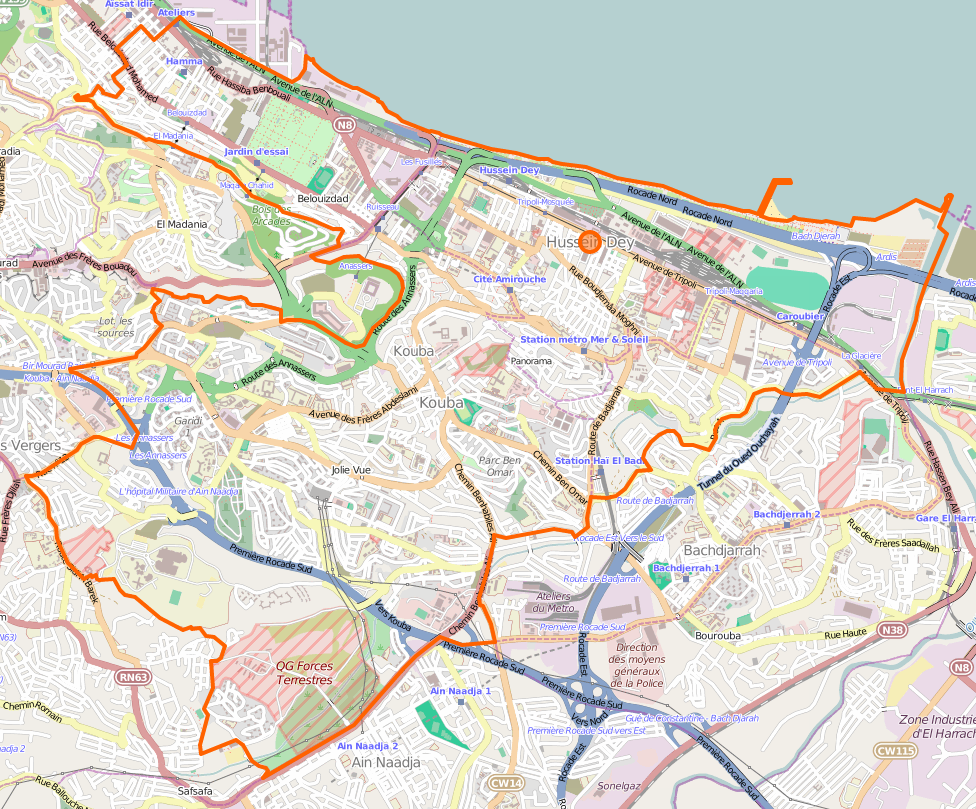
موقع شاطئ الصابلات في حسين داي

يشهد موقع شاطئ الصابلات إنشاء قاعات للشاي وأكشاك وثلاثة فضاءات للتنزه، إلى جانب فضاءات للكرة الحديدية وأخرى للعب، مسلك للدراجات ومتنزه للمشاة، مع مرافق خدماتية أخرى لإغراء الزوار والسياح، على غرار حظيرتين للسيارات بقدرة 1,200 مركبة، إحداهما بمحاذاة المركب الرياضي للخروبة بقدرة 700 سيارة، والأخرى قرب محطة سيارات الأجرة بقدرة 500 سيارة · .
كما يمكن الوصول إلى هذا الفضاء الترفيهي الساحلي باستعمال ممر علوي، سيتم إنجازه لاحقا لتسهيل تنقل الزوار، في انتظار إنشاء ممرين آخرين لاستيعاب العدد الهائل من المتنقلين للمتنزه الذي سيكون الأول من نوعه في العاصمة التي تحتضن المشروع الكبير الذي تم تقسيمه إلى مراحل تمتد إلى سنة 2029م، لتلتحق بمصاف أكبر المدن في أفريقيا وحوض البحر الأبيض المتوسط.
وهذا الممرّ العلوي للرّاجلين والدرّاجات يربط بين محطة الخرّوبة ومنتزه الصابلات على طول 100 متر.

## المسابح
يحتوي شاطئ الصابلات على أكثر من ثلاث مسابح مفتوحة على الهواء الطلق.
ويستمتع الزوار بهذه المسابح بعد أن تم تنظيف وادي الحراش لتنبعث منه روائح مقبولة لا تزعج الجالسين تحت المظلات الشمسية.
وتجعل هذه المسابح من منتزه الصابلات مكانا عائليا يمكن لكل الأفراد السباحة في مياهها الهادئة وغير العميقة، مع سهر القائمين على هذا المنتزه على نظافة الكنيف والمرشات ومياه المسابح.
ومما يساعد على تنظيم الاستفادة من هذه المسابح كون الولوج إليها خاضعا لدفع ثمن تذاكر الدخول وفق أسعار مدروسة وفي متناول الأفراد والعائلات.

## المسرح

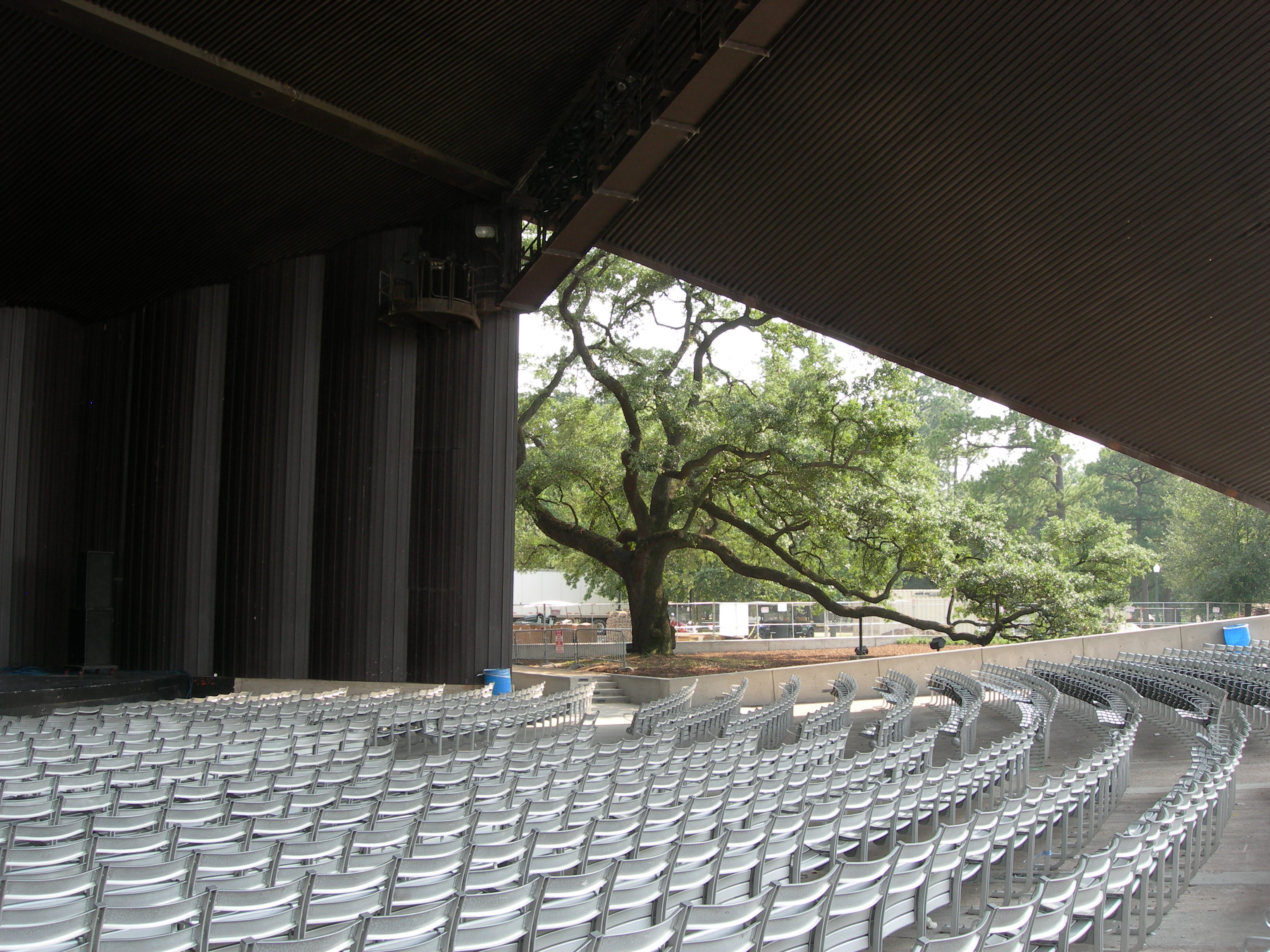
مسرح على الهواء الطلق

تجري على مستوى شاطئ الصابلات أشغال إنجاز مسرح على الهواء الطلق باعتباره مرفقا ترفيهيا يزيد في أهمية ومتعة القدوم إلى هذا المنتزه.
ويضم هذا المسرح المفتوح مدرجات تتسع لـ1,500 مقعد.
وسيمكن إنجاز هذا المسرح من إقامة نشاطات ثقافية وفنية مختلفة بالمنتزه ستسهم في زيادة إقبال الزوار على المكان، والذين سيلمسون وجود تغيير جذري خلال مواسم الاصطياف بعد سنة 2016م من حيث المرافق المتوفرة مقارنة بما تم وضعه في الخدمة عند افتتاح الشطر الأول من هذا الفضاء الترفيهي.

## المتحف المائي
يجري بناء متحف في شاطئ الصابلات من أجل إثراء الوجهة الثقافية والسياحية لهذا المنتزه · .

## الإطعام
يمكن لزوار شاطئ ومسابح الصابلات اقتناء طعامهم في المطاعم والمقاهي الداخلية، أو الخروج نحو موقف السيارات لتناول الغداء الذي أحضروه معهم، كما يمكنهم اللجوء إلى المركز التجاري “أرديس” (بالإنجليزية: ARDIS)‏ في بلدية باب الزوار باستعمال سياراتهم لاقتناء أو تناول الأطعمة المناسبة لهم.
ولقد تمت برمجة إنشاء 10 مطاعم بالمنتزه انطلقت الأشغال بـ6 منها ذات طراز فاخر في انتظار انطلاق أشغال البقية تحسبا للمواسم المستقبلية.

## التلوث

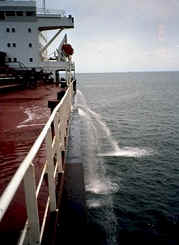
تلويث زيوت السفن لخليج الجزائر

لا يمكن الاستغلال الأمثل لمرافق شاطئ الصابلات دون مراقبة مشكل التلوث البحري المتوسطي الحاصل على مستواه لاسيما الناتج عن تدفق الزيوت المنبعثة من السفن أو المياه التي تصب من وادي الحراش، والتي هي من العراقيل التي يمكن أن تنعكس على مردودية هذا المنتزه ولا تسمح بالتالي بأن يكون الشاطئ المثالي في ولاية الجزائر.
وقد انطلقت منذ سنوات عملية التقليل ومكافحة التلوث الذي يعرفه وادي الحراش كمجال محمي في إطار التنمية المستدامة لولاية الجزائر.
ذلك أن مسؤولية تلوث هذا الوادي لا تقع على عاتق قطاع معين وإنما هي مسؤولية تاريخية حدثت منذ قرن من الزمن، وهو تلوث راجع للمصانع التي أنشئت في هذه المنطقة في أوائل القرن العشرين.
فجاء مشروع تهيئة شاطئ الصابلات ليساهم في خفض نسبة التلوث وأخطار الفيضانات والتكفل بالقضاء على الروائح الكريهة التي كانت تنبعث من وادي الحراش بسبب فلاحي من استعمال المواد الكيميائية المتعلقة بالمبيدات الحشرية، وبسبب حضري من جراء تصريف المياه القذرة المنزلية، وبسبب صناعي ناجم عن تفريغ الوحدات الصناعية المجاورة للنفايات السامة.
وقد كانت نسبة تلوث مياه هذا الوادي، التي كانت في وقت مضى صالحة لصيد الأسماك والسباحة، تفوق بـ400 مرة المقاييس المعتمدة من قبل منظمة الصحة العالمية وتحتوي على نفايات خطيرة مثل الرصاص والكلور والزنك والكروم والزرنيخ وطبعا الزئبق الذي يعد العنصر الكيميائي الذي ينطوي على خطورة كبيرة والتي تتعدى نسبته 30 مرة المقاييس المعتمدة عالميا.
وتهيئة شاطئ الصابلات لا تنفك إذن عن تهيئة وادي الحراش الذي يبلغ طوله 67 كلم متخذا منبعه بالقرب من «حمام ملوان» قاطعا سهل متيجة الذي يشهد نشاطا فلاحيا كبيرا فضلا عن مختلف المناطق الصناعية سواء على مستوى الجزائر العاصمة أو البليدة.

## جامع الجزائر
تم اختيار الضفة الشرقية من وادي الحراش في الجهة المقابلة لـشاطئ الصابلات من أجل إنجاز جامع الجزائر ليطل على خليج الجزائر في موقع خلاب وجميل.
وجامع الجزائر هو أكبر المساجد بالعاصمة الجزائرية ويقع في بلدية المحمدية بـولاية الجزائر.
وقد تم اعتماد الهندسة المعمارية الأمازيغية المغاربية من أجل إنجاز هذا المعلم الإسلامي الكبير بنفس طراز مسجد سيدي رمضان والجامع الكبير المتواجدين في بلدية القصبة.
وهو واحد من أكبر المساجد في العالم، يضم أطول مئذنة بناها المسلمون حتى الآن.
وهو ثالث أكبر مسجد في العالم بعد المسجد الحرام والمسجد النبوي، والأكبر في أفريقيا.
يشتمل جامع الجزائر على مكتبة فيها مليون كتاب وقاعة صلاة تتسع لنحو 120 ألف مصل ويصل ارتفاع مئذنته إلى حوالي 270 مترا.
إلى جانب ذلك، سيتلقى 300 طالبا دروسا في مدرسة قرآنية ملحقة في المسجد، إضافة إلى توفر متحف مكرس للتاريخ والفنون الإسلامية.
ومن المتوقع أن تنتهي الأشغال به في غضون عام 2017م من تنفيذ شركة صينية، وقد شارك مهندسون ألمان في تصميمه.
هذا المسجد تشرف عليه مديرية الشؤون الدينية والأوقاف لولاية الجزائر تحت وصاية وزارة الشؤون الدينية والأوقاف.

## الهيئات المجاورة

المحطة البرية للخروبة
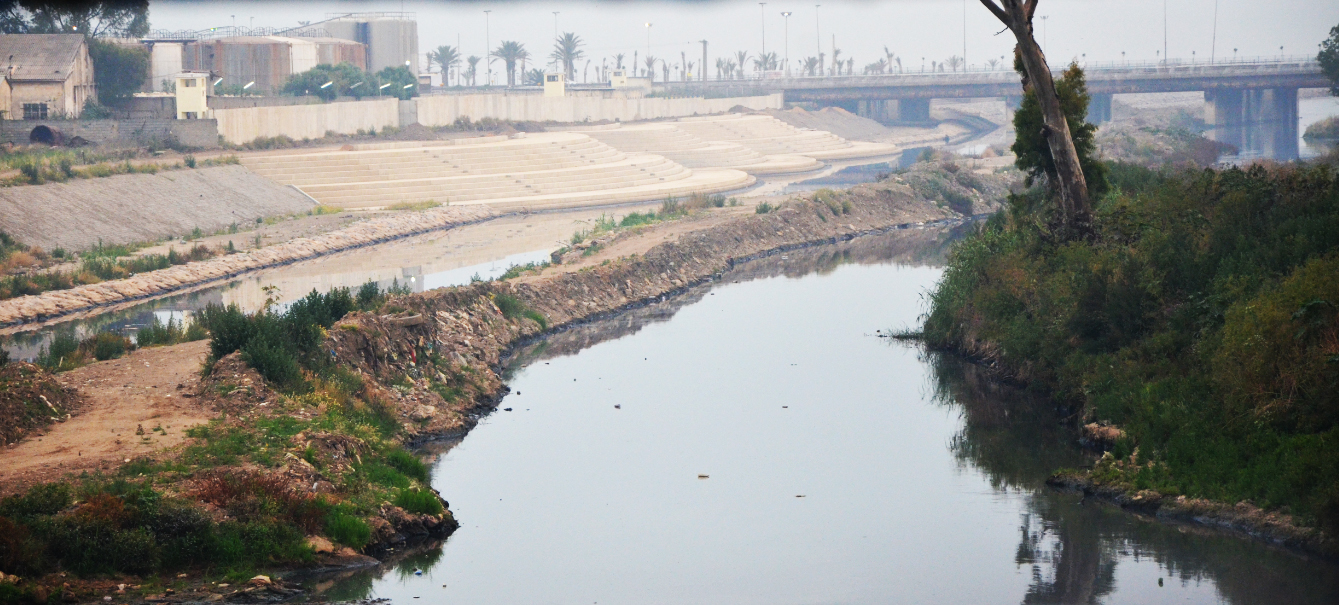
وادي الحراش
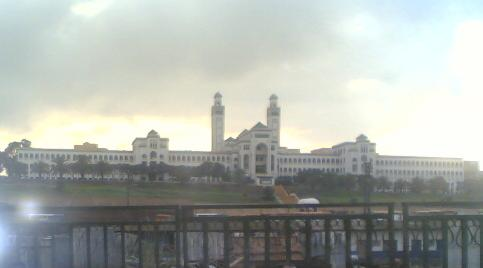
كلية العلوم الإسلامية في الجزائر

## مواضيع ذات صلة
- خليج الجزائر
- قائمة شواطئ الجزائر
- قائمة شواطئ العالم
- وادي الحراش
- قائمة أنهار الجزائر
- السياحة في الجزائر
- قائمة أهم المعالم السياحية في العالم

## وصلات خارجية
- روبورتاج وكالة الأنباء الجزائرية حول شاطئ الصابلات على يوتيوب.
- روبورتاج التلفزيون العمومي الجزائري حول شاطئ الصابلات على يوتيوب.
- روبورتاج تلفزيون الشروق حول شاطئ الصابلات على يوتيوب.
- روبورتاج تلفزيون البلاد حول شاطئ الصابلات على يوتيوب.